# 罗伯特·格里菲斯
罗伯特·格里菲斯（英語：Robert Griffiths；1952年4月21日—）是英国的一位共产主义活动家。他出生于威尔士加的夫，曾在巴斯大学学习经济学。1974年—1978年，是威尔士党成员。1979年—1982年，是威尔士社会主义共和运动成员。后来，加入大不列颠共产党。1988年，转入不列颠共产党。1998年1月，他当选不列颠共产党总书记，任职至今。